# Chlorocebus tantalus
Chlorocebus tantalus — примат з роду Chlorocebus родини мавпові (Cercopithecidae).

## Опис
Хутро цих приматів сіро-оливкове на верхній стороні, низ світліший, майже білого кольору. Обличчя чорне, лоб має світлу смугу. Чорні також руки і ступні. Довжина тіла від 40 до 60 см, довжиною хвоста до 70 см, вага 4-6 кг, самці значно важчі, ніж самиці.

## Поширення
Країни: Бенін, Буркіна-Фасо, Камерун, Центральноафриканська Республіка, Чад, Демократична Республіка Конго, Гана, Кенія, Нігер, Нігерія, Судан, Того, Уганда.  Записані до висоти близько 1900 м над рівнем моря. Цей вид присутній в савані, рідколіссі, і лісо-луковій мозаїці, особливо близько до річок. Це надзвичайно адаптований вид, який проживає в деградованих місцях проживання або лісових узліссях. Знайдений у сільських і міських умовах.

## Стиль життя
Їхній спосіб життя, швидше за все, такий же як у інших видів роду. Вони є денними і тримаються на землі частіше, ніж інші Cercopithecini, хоча й добре лазять по деревам. Вони живуть у великих групах, які складаються з кількох самців, багатьох самиць і їх потомства, і можуть містити до 80 тварин. У групах встановлена чітка ієрархію в доступі до харчових ресурсів і залицянню. Вони всеїдні, фрукти, пагони й інші частини рослин переважають, але комахи та інші дрібні тварини також споживаються.

## Загрози та охорона
Немає відомих серйозних загроз, хоча на них локально полюють заради м'яса і вони страждають від знищення їх місць існування. Цей вид занесений до Додатка II СІТЕС і класу B Африканського Конвенції про збереження природи і природних ресурсів. Він присутній в багатьох охоронних територіях.